# ベル 214ST
ベル 214ST
- 用途：汎用ヘリコプター
- 製造者：ベル・ヘリコプター
- 運用者：イラク空軍、ベネズエラ空軍、CHCヘリコプター
- 初飛行：1977年2月
- 生産数：100機
- 生産開始：1979年

ベル 214STは、UH-1 ヒューイ シリーズから派生した中型の双発ヘリコプターであり、ベル・ヘリコプター社が製造した中で最大の機種である。214STはベル 214と機種名を共用しているが、214STはより大型で全く異なった外観をしている。

## 設計と開発
ベル 214ST（元々は"Stretched Twin"、後に"Super Transporter"）は、2基の1625 shp ゼネラル・エレクトリック CT7-2Aターボシャフト エンジンを装備して乗客16か17名が搭乗できる。
214STは、元々ベル 214B ビッグリフター派生の軍用モデルとして、特にイランで製造することを考慮しイラン政府の資金でベル・ヘリコプター社で開発された。暫定試作機は1977年2月にテキサス州で初飛行し、3機の確定試作機が1978年に続いた。
イラン革命によりベル・ヘリコプター社は214STを自社のダラス-フォートワース工場で製造し、軍用モデルより民間モデルとして販売するように生産計画を変更した。軍用モデルは民間モデルに続いて1982年に生産に入った。
214STはベル・ヘリコプター社の製品としては以下の様な革新的な機構を導入した。
- 無潤滑で1時間運転可能なトランスミッション
- グラスファイバー製のローターブレード
- 無潤滑ローターヘッドベアリング
- 降着装置がスキッドか車輪かの選択可[2]

ベル・ヘリコプター社は、1988年にイラクに納入された45機の軍用モデルを含む総計100機の214STを製造した。その他にブルネイに1機、ペルーに11機、タイ王国に9機、ベネズエラに4機が販売された。214STの製造は1991年に終了した。

## 日本国内での運用
日本国内では、合計3機が輸入された。
JA9609(S/N 28117)は1991年12月11日に、JA9688(S/N 28176)は1992年8月13日に登録抹消され、残った国土交通省関東地方整備局が所有・使用するJA9683(S/N 28175)も2018年9月11日に登録抹消された。

## 運用の歴史
イラクの機体を除いて39機の214STが現役で使用されており、数機が石油会社で使用されその長い航続距離と双発エンジンは沖合いでの運用に重宝されている。

## 運用

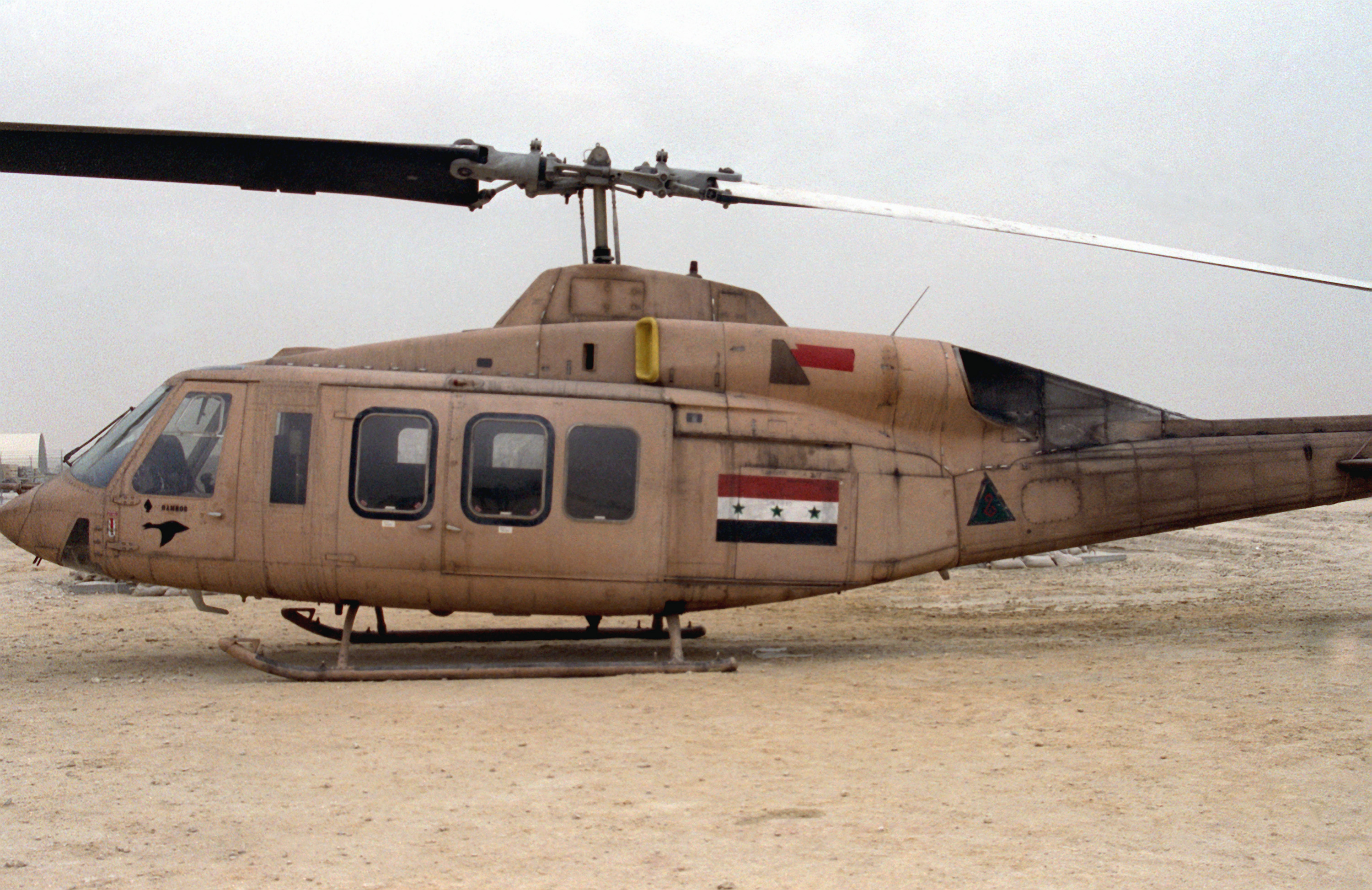
イラクで鹵獲された機体

### 軍事運用
- ブルネイ - 1
- ドバイ
- エクアドル
- イラン
- イラク - 45 - 湾岸戦争でイラク軍が運用していた1機が米海兵隊によって鹵獲された。
- オマーン
- ペルー - 11
- フィリピン
- タイ - 9
- ベネズエラ - 4

### 民間運用
カナダ
- CHCヘリコプター

 日本
- 朝日航洋 （国土交通省関東地方整備局の災害対策用ヘリコプターとして運航。）

 イギリス
- ブリストウ・ヘリコプター
- ブリティッシュ・カレドニアン・ヘリコプターズ

 アメリカ合衆国
- エアロジスティクス （ブリストウ・グループの傘下）
- ヘリコプター・トランスポート・サービス
- プレジデンシャル航空
- エバーグリーン・ヘリコププターズ

## 要目
（ベル 214ST）
- 乗員：1か2名
- 搭載量：乗客 16 か 17名、又は同等の貨物
- 全長：15.03 m (49 ft 4 in)
- 全高：4.84 m (15 ft 11 in)
- 主ローター直径：15.85 m (52 ft 0 in)
- 空虚重量：4,300 kg (9,481 lb)
- 最大離陸重量：7,938 kg (17,500 lb)
- エンジン：2 × ゼネラル・エレクトリック CT7-2A ターボシャフト、1,625 shp (1,215 kW)
- 最高速度：259 km/h=M0.21 (161 mph)
- 巡航速度：256 km/h=M0.21 (159 mph)
- 航続距離：858 km (533 sm)
- 上昇率：9.0 m/s (1780 ft/min)